# Țările de Jos în Al Doilea Război Mondial

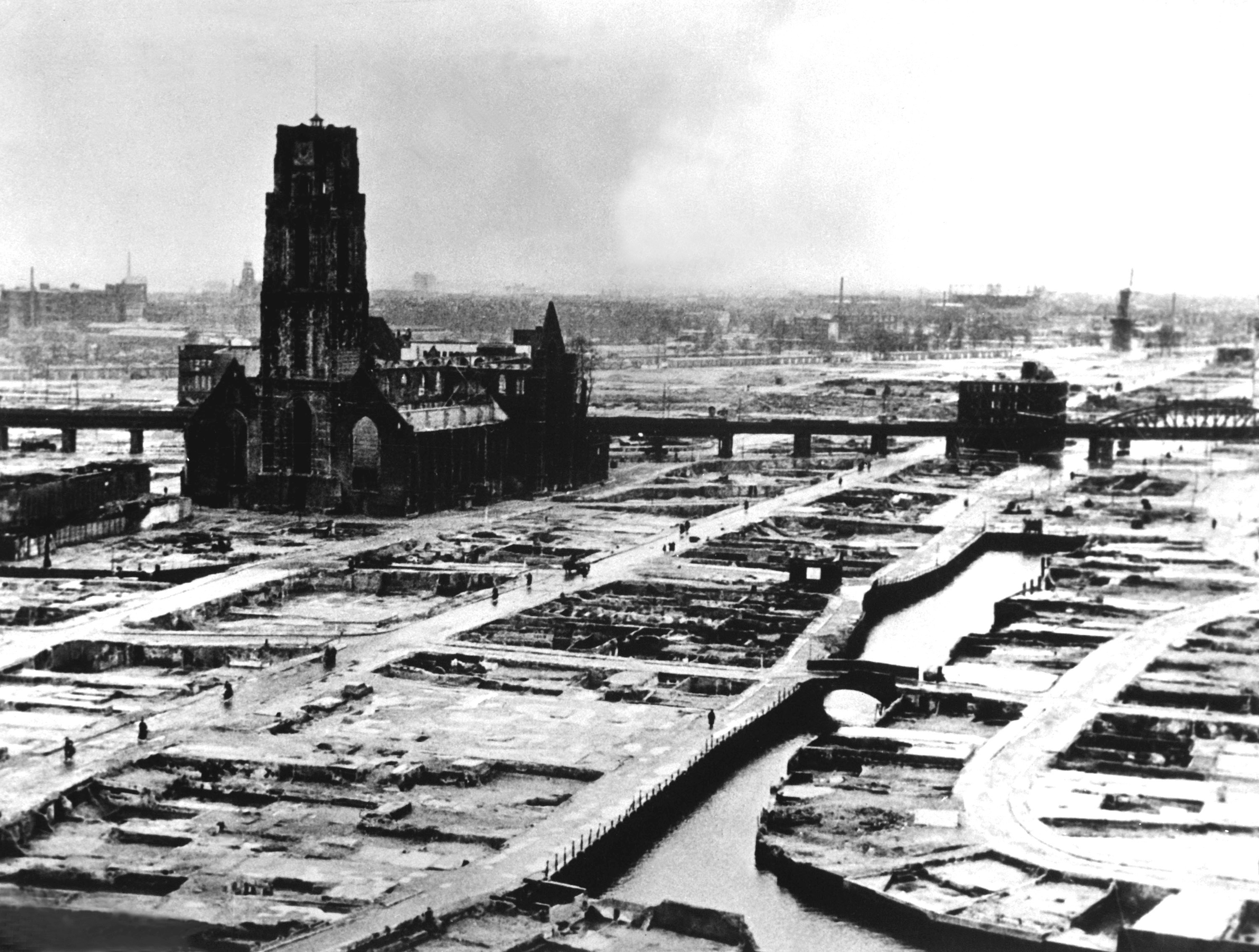
Orașul Rotterdam după bombardamentul german din timpul invaziei germane în Țările de Jos în mai 1940.

Implicarea directă a Țărilor de Jos în al Doilea Război Mondial a început odată cu invadarea țării de către Germania Nazistă pe 10 mai 1940. Țările de Jos își proclamaseră neutralitatea atunci când a izbucnit războiul în septembrie 1939, așa cum făcuseră și în Primul Război Mondial, dar Adolf Hitler a ordonat totuși ca țara vecină să fie invadată. Pe 15 mai 1940, la o zi după bombardarea Rotterdamului, forțele militare neerlandeze s-au predat. Guvernul neerlandez și familia regală au părăsit țara și s-au stabilit în exil la Londra.
După capitulare, Țările de Jos au fost plasate sub ocupație germană, care a durat în unele zone până la capitularea Germaniei Naziste în mai 1945. Rezistența activă a fost organizată de către o mică parte a populației, care a crescut în cursul ocupației. Ocupanții germani i-au deportat pe majoritatea evreilor neerlandezi în lagărele de concentrare naziste, cu cooperarea unei mari părți a poliției și a administrației civile neerlandeze.
Datorită variației mari a ratei de supraviețuire a locuitorilor evrei în diferitele regiuni ale Țărilor de Jos, unii cercetători au pus la îndoială validitatea unei singure explicații la nivel național. Cu toate acestea, datorită foarte bunei organizări a registrelor de evidența populației în comparație cu alte țări, aproximativ 70% din populația evreiască a țării a fost ucisă în timpul conflictului; un procent mult mai mare decât în alte țări ca Belgia și Franța. Spre deosebire însă de celelalte teritorii ocupate de naziști, locuitorii orașului Amsterdam au organizat o acțiune de protest împotriva persecutării cetățenilor evrei. 
Cea mai mare parte a sudului Țărilor de Jos a fost eliberată în a doua jumătate a anului 1944. Restul țării, în special regiunile de vest și de nord aflate încă sub ocupație, a suferit de foame la sfârșitul anului 1944, traversând o perioadă de foamete cunoscută sub numele de „Iarna Foametei”. Pe 5 mai 1945 întreaga țară a fost în sfârșit eliberată ca urmare a capitulării necondiționate a tuturor forțelor militare germane.

## Perioada interbelică

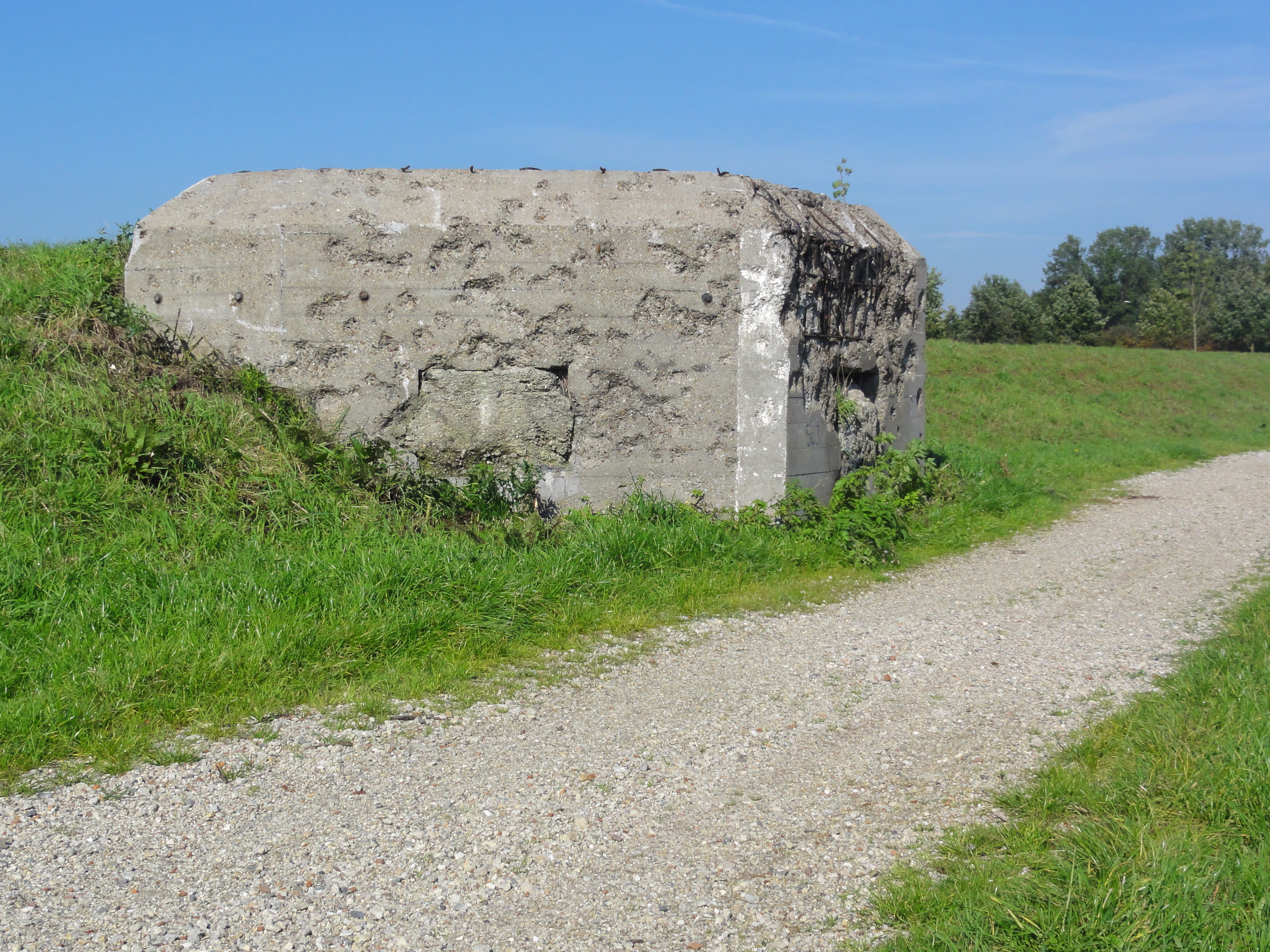
Un buncăr de pe Linia Peel-Raam, construit în 1939.

Guvernele Țărilor de Jos din perioada 1929-1943 au fost dominate de partidele creștine și de centru-dreapta. Din 1933, Țările de Jos au fost lovite de Marea Criză Economică, care începuse în 1929. Guvernul condus de Hendrikus Colijn a elaborat un program de reduceri bugetare ample pentru a menține valoarea guldenului, cauzând greve ale muncitorilor din Amsterdam și o revoltă navală între 1933 și 1934. În cele din urmă, în 1936, guvernul a fost nevoit să renunțe la etalonul aur și să-și devalorizeze moneda.
Numeroase mișcări fasciste au apărut în Țările de Jos în timpul Marii Crize Economice, inspirate de fascismul italian sau de nazismul german. Cu toate acestea, ele nu au atras suficienți membri pentru a deveni mișcări de masă eficiente, deși mișcarea pronazistă, susținută de Partidul Nazist care a preluat puterea în Germania în 1933, a încercat să ajungă la putere în 1935. Ideologia rasială în stil nazist a avut o susținere limitată în Țările de Jos, la fel ca și apelurile la violență.
Perioada interbelică a văzut, de asemenea, o creștere semnificativă a proiectelor de infrastructură civilă și de îmbunătățiri funciare, inclusiv Zuiderzeewerke, care au dus la drenarea finală a apei de mare din polderul Wieringermeer și finalizarea digului Afsluitdijk.

### Neutralitatea
„Noul Reich s-a străduit să continue prietenia tradițională cu Țările de Jos [sic]. Nu a preluat niciun fel de diferențe existente între cele două țări și nu a creat altele noi.” 
În timpul Primului Război Mondial, guvernul neerlandez condus de Pieter Cort van der Linden a reușit să mențină neutralitatea neerlandeză pe parcursul conflictului. În perioada interbelică, Țările de Jos au continuat să-și păstreze „politica de independență”, chiar și după ascensiunea la putere a Partidului Nazist în Germania în 1933. Primul ministru conservator, Hendrikus Colijn, care a deținut puterea din 1933 până în 1939, credea că Țările de Jos nu vor reuși niciodată să reziste în fața unui atac al unei mari puteri, iar cheltuielile militară au avut, în consecință, o prioritate scăzută. Deși cheltuielile militare s-au dublat între 1938 și 1939, pe fondul creșterii tensiunilor internaționale, ele reprezentau încă doar 4% din cheltuielile naționale în 1939, în contrast cu aproape 25% în Germania Nazistă. Guvernul neerlandez credea că putea să se bazeze pe neutralitatea sa sau cel puțin pe sprijinul informal al puterilor străine, pentru a-și apăra interesele sale în caz de război. Guvernul a început, totuși, să lucreze la planurile de apărare a țării. Acestea au inclus „Noua linie de apărare acvatică”, o zonă de la est de Amsterdam care urma să fie inundată, și, din 1939, și-a fortificat pozițiile, inclusiv liniile Grebbe și Peel-Raam, protejând orașele cheie Dordrecht, Utrecht, Haarlem și Amsterdam și creând o Vesting Holland (sau „Fortăreața Olanda”).
La sfârșitul anului 1939, după declararea războiului între Imperiul Britanic, Franța și Germania Nazistă, guvernul german a emis o garanție că nu va ataca Țările de Jos, dacă acestea își vor păstra neutralitatea. Cu toate acestea, armata neerlandeză a fost mobilizată treptat din august 1939, ajungând la dimensiunea maximă în aprilie 1940.

## Invazia germană

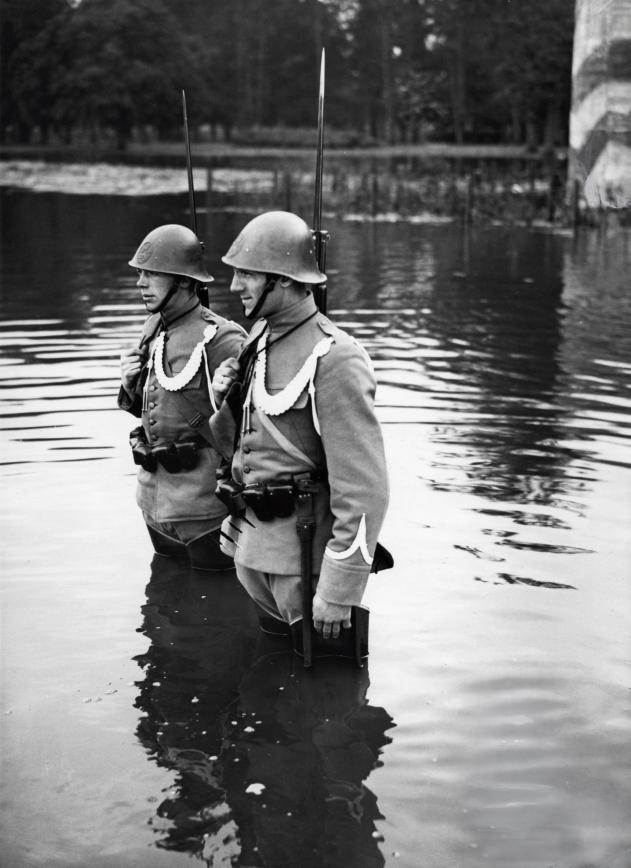
Soldați neerlandezi care păzesc granița cu Germania la scurt timp după mobilizare, 1939.

În ciuda politicii de neutralitate adoptate, Țările de Jos au fost invadate în dimineața zilei de 10 mai 1940, fără o declarație formală de război, de către forțele germane care au intrat simultan în Belgia și Luxemburg. Atacatorii au vrut să atragă forțele Aliate (britanice și franceze) departe de Ardeni și cât mai adânc în Belgia, dar și să preîntâmpine o posibilă invazie britanică în Olanda de Nord. Luftwaffe avea nevoie, de asemenea, de aeroporturile de pe coasta neerlandeză pentru a lansa raiduri aeriene împotriva Marii Britanii.
Armata Regală Neerlandeză a fost prinsă în mare parte nepregătită, având armament insuficiente și depășit tehnic. O mare parte din armament data din perioada Primului Război Mondial. În particular, armata nu dispunea de forțe blindate comparabile, având doar un număr limitat de care blindate și de tanchete. Forțele aeriene aveau doar 140 de aeronave, în mare parte biplane depășite. Șaizeci și cinci de avioane neerlandeze au fost distruse chiar în prima zi de campanie.
Forțele invadatoare au avansat rapid, dar s-au confruntat cu o rezistență semnificativă. Un asalt al trupelor aeropurtate ale Wehrmacht-ului în prima zi, care urmărea capturarea guvernului neerlandez de la Haga și a aeroporturilor cheia de la Ockenburg și Ypenburg, a fost stopat de forțele terestre neerlandeze cu pierderi grele. Neerlandezii au reușit să distrugă un număr semnificativ de aeronave de transport de care germanii aveau nevoie pentru invadarea plănuită a Marii Britanii. Cu toate acestea, forțele germane au reușit să traverseze râul Maas în Țările de Jos, în prima zi, ceea ce a permis Wehrmacht-ului să încercuiască Fortul belgian Eben-Emael din vecinătate și să forțeze Armata Belgiană să se retragă de la granița cu Germania.
În partea de est a Țărilor de Jos, germanii au reușit să împingă forțele neerlandeze dincolo de Linia Grebbe, dar avansul lor a fost încetinit de fortificațiile neerlandeze de pe drumul îngust Afsluitdijk care leagă regiunile de nord-est și de nord-vest ale Țărilor de Jos. Cu toate acestea, forțele germane au avansat rapid și în cea de-a patra zi ocupaseră deja în mare parte porțiunea estică a Țărilor de Jos, dar nu și orașele mari din vest.
Pentru neerlandezi, a devenit din ce în ce mai clar că trupele britanice și franceze nu vor reuși să ajungă în Țările de Jos într-un număr suficient de mare pentru a opri invazia, având în vedere viteza înaintării germane în Belgia.

### Bombardarea Rotterdamului
Încă din prima zi de campanie au avut loc lupte la Rotterdam, atunci când hidroavioane cu infanteriști germani au aterizat pe râul Maas și au fost capturate mai multe poduri. Cu toate acestea, germanii erau neliniștiți cu privire la atacarea orașului cu tancuri și s-au temut de pierderi grele. Comandantul german i-a trimis un ultimatum comandantului neerlandez al orașului. El a cerut predarea garnizoanei neerlandeze și a amenințat că va distruge orașul prin bombardamente aeriene, dacă ultimatumul nu va fi acceptat. Ultimatumul a fost returnat dintr-un pretext tehnicist, deoarece acesta nu era semnat de către comandantul german. Până la retransmiterea ultimatumului semnat, bombardierele Luftwaffe (conștiente că negocierile erau încă în curs de desfășurare) au lovit orașul. În cursul așa-numitului „Rotterdam Blitz” au fost uciși între 800 și 900 de civili neerlandezi și au fost distruse 25.000 de clădiri. Țintele bombardierelor erau unele zone civile din Rotterdam, mai degrabă decât garnizoana orașului. Sub presiunea autorităților civile locale, comandantul garnizoanei a predat orașul și garnizoana sa formată din 10.000 de militari, în seara zilei de 14 mai, cu permisiunea lui Henri Winkelman, comandantul-șef al Armatei Neerlandeze, deschizând calea armatei germane către „Fortăreața Olanda”.

### Capitularea neerlandeză

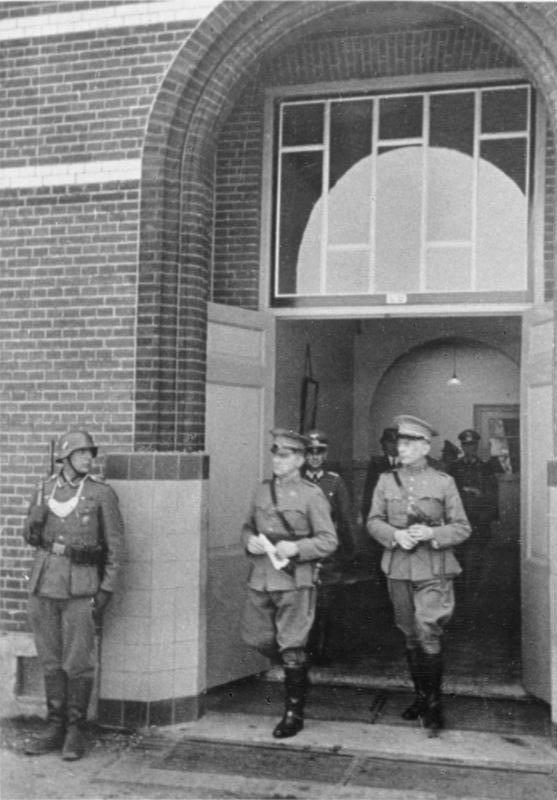
Henri Winkelman (în centru), imediat după semnarea capitulării neerlandeze, 15 mai 1940.

Înaltul Comandament Militar al Țărilor de Jos a fost șocat de Rotterdam Blitz. Știind armata avea cantități tot mai mici de provizii și muniții și după ce a primit vestea că orașul Utrecht a primit un ultimatum similar celui din Rotterdam, Winkelman a ținut o ședință cu ceilalți generali neerlandezi. S-a decis că era inutilă continuarea rezistenței. În după-amiaza zilei de 14 mai, Winkelman a emis o proclamație către armată, ordonând militarilor să se predea:
| “                                                 | În această după-amiază, Germania a bombardat Rotterdam-ul, în timp ce Utrecht-ul a fost, de asemenea, amenințat cu distrugerea. Pentru a proteja populația civilă și pentru a împiedica vărsarea de sânge, mă simt îndreptățit să ordon tuturor trupelor să-și suspende operațiunile... Printr-o mare superioritate a celor mai moderne mijloace [inamicul] a reușit să ne rupă rezistența. Nu avem nimic să ne reproșăm în legătură cu acest război. Purtarea voastră și cea a armatei a fost calmă, hotărâtă și demnă de Țările de Jos. | ” |
| — Proclamația generalului Winkelman, 14 mai 1940. | |   |

Pe 15 mai, Țările de Jos au semnat, oficial, actul de capitulare în fața Germaniei, deși forțele neerlandeze din provincia Zeeland, care se afla sub controlul francez, au continuat lupta alături de forțele franceze până în 17 mai, când bombardamentul orașului Middelburg le-a forțat, de asemenea, să se predea. Imperiul Colonial Neerlandez, în special Indiile de Est Neerlandeze, i-a sprijinit pe aliați și nu a fost afectat de predare. Mai multe nave ale Marinei Regale a Țărilor de Jos din apele teritoriale neerlandeze s-au refugiat în Marea Britanie.
Pe parcursul celor patru zile de campanie, au fost uciși aproximativ 2.300 de militari neerlandezi, au fost răniți alți 7.000 de militari, iar peste 3.000 de civili neerlandezi au murit, de asemenea. Armata invadatoare a suferit următoarele pierderi: 2.200 de morți și 7.000 de răniți. În plus, 1.300 de militari germani capturați de neerlandezi în timpul campaniei, cei mai mulți în zona Hagăi, au fost trimiși în Marea Britanie și au rămas prizonieri pentru tot restul războiului.
Regina Wilhelmina și guvernul neerlandez au reușit să fugă din Țările de Jos înainte de capitularea armatei și au format un guvern în exil.

## Ocupația germană

### Viața în teritoriile ocupate ale Țărilor de Jos

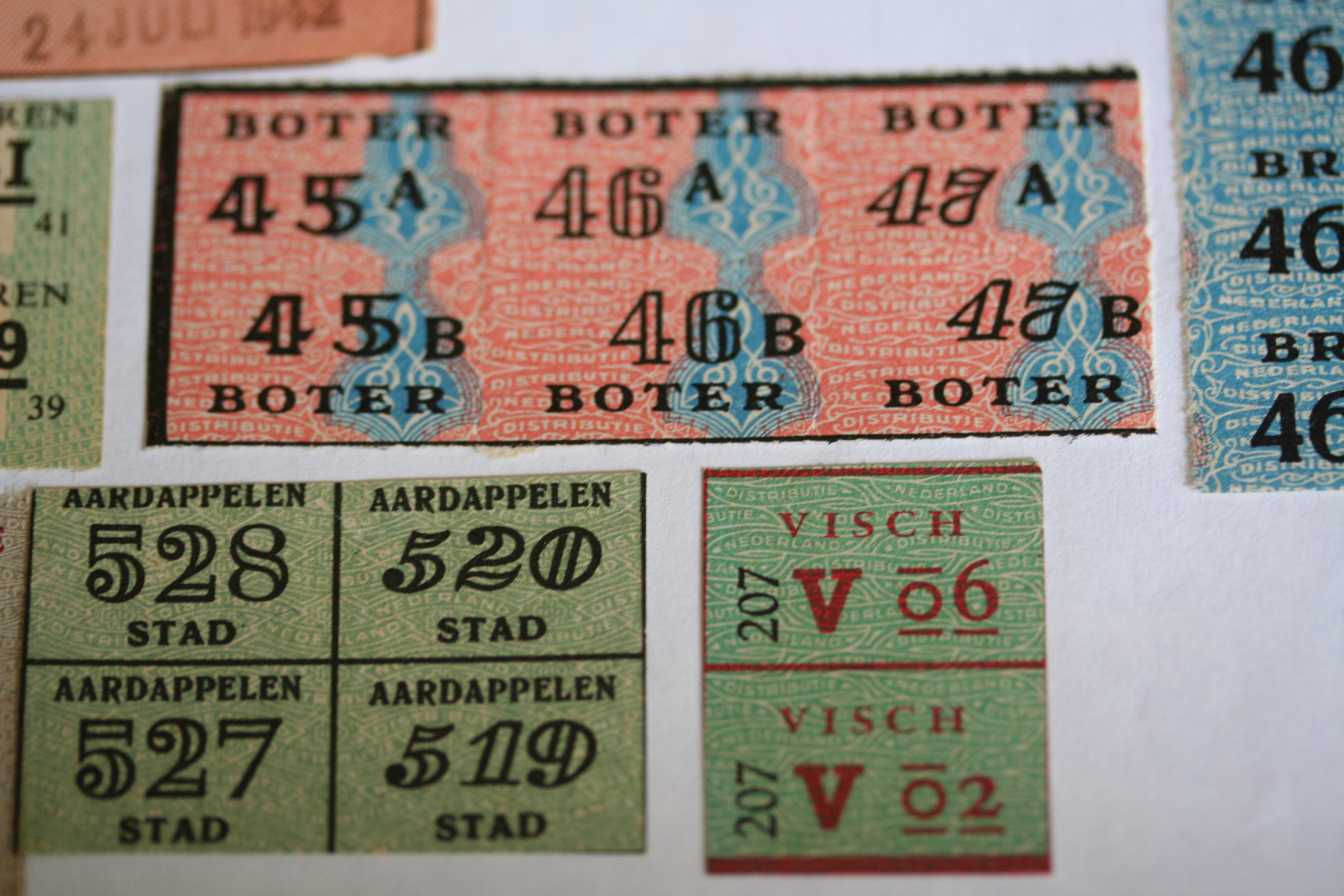
Cartele de alimente de pe teritoriul ocupat de germani al Țărilor de Jos

În urma refuzului guvernului neerlandez de a se întoarce în țară, Țările de Jos au fost controlate de un guvernator civil german, spre deosebire de țări ca Franța sau Danemarca, care aveau propriile lor guverne, și Belgia, care era sub administrație militară germană. Guvernul civil, Reichskommissariat Niederlande, a fost condus de către funcționarul nazist austriac Arthur Seyss-Inquart. 
Ocupanții germani au implementat o politică de Gleichschaltung („conformare forțată”) și au eliminat în mod sistematic organizațiile nenaziste. În 1940 regimul german de ocupație a scos în afara legii mai mult sau mai puțin imediat toate partidele socialiste și comuniste; în 1941 a interzis funcționarea tuturor partidelor, cu excepția partidului național-socialist neerlandez NSB.
Gleichschaltung a reprezentat un șoc enorm pentru neerlandezi, care aveau în mod tradițional instituții separate pentru toate grupurile religioase principale, în special catolici și protestanți, ca urmare a deceniilor de segregare religioasă. Acest proces s-a lovit de opoziția puternică a Bisericii Catolice din Țările de Jos și, în 1941, toți romano-catolicii au fost îndemnați de către episcopii neerlandezi să nu se înscrie în asociațiile care fuseseră nazificate.
Obiectivul pe termen lung al naziștilor era să încorporeze Țările de Jos în Marele Reich Germanic. Hitler s-a gândit foarte mult la neerlandezi, pe care îi considera ca făcând parte din rasa superioară ariană.

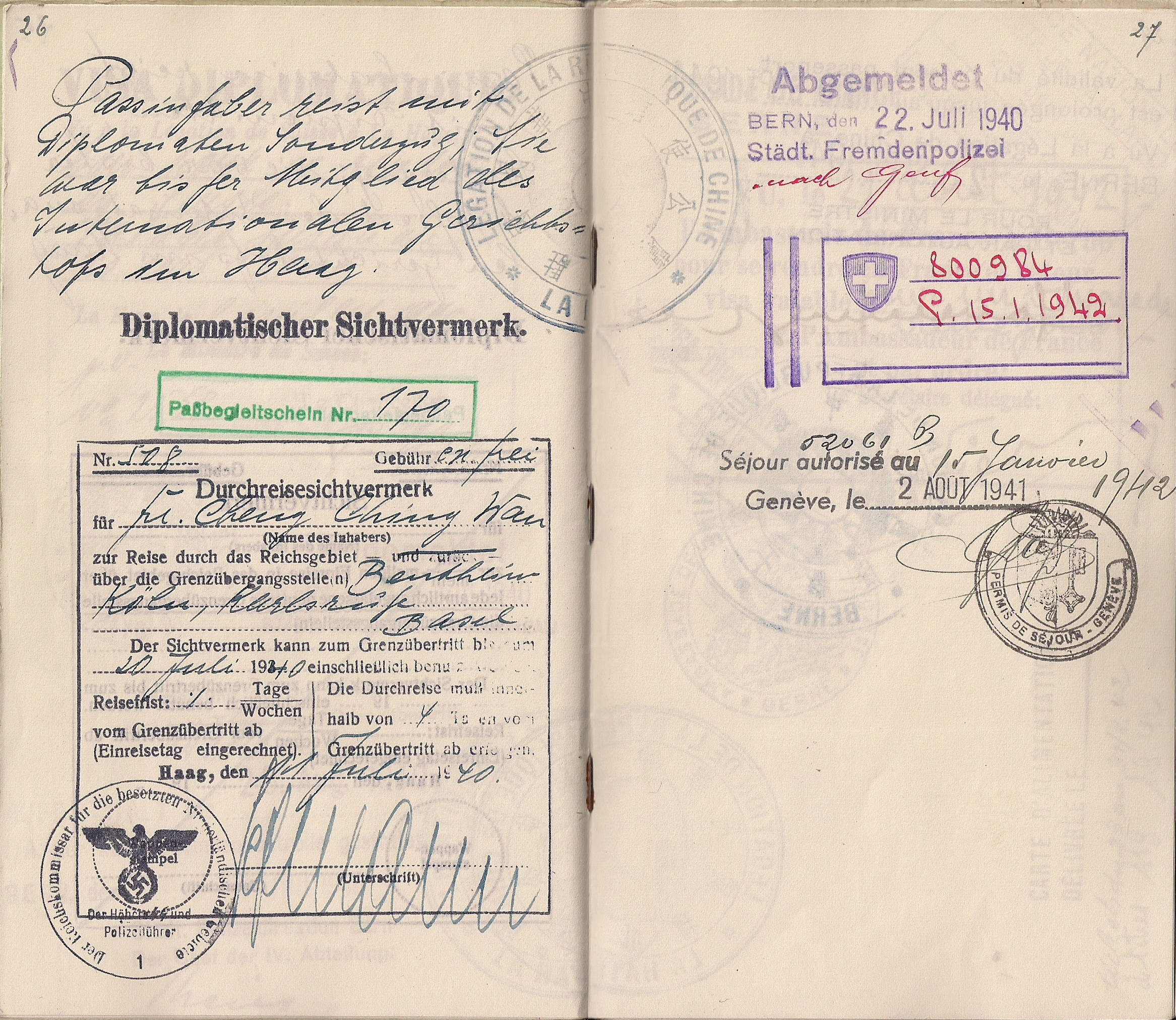
Diplomat evacuat din Țările de Jos ocupată. Documentul conține viza specială germană care permitea călătoria într-un tren diplomatic în cadrul evacuării din iulie 1940.

#### Luftwaffe
Luftwaffe a fost interesată, în special, de Țările de Jos, din moment ce această țară fusese desemnată pentru a adăposti principalele baze aeriene de pe care urmau să fie lansate atacurile aeriene asupra Marii Britanii. Germanii au început construcția a 10 Fliegerhorst, aeroporturi militare majore, a doua zi după capitularea neerlandeză din 15 mai 1940. Fiecare dintre acestea urmau să aibă cel puțin 2 sau 3 piste cu suprafață dură, o cale ferată de legătură, ateliere de reparații și revizie, spații de depozitare și locuințe și facilități pentru 2.000-3.000 de oameni. Fiecare Fliegerhorst avea, de asemenea, un aerodrom auxiliar și de multe ori un aerodrom de momeală, cu machete de avioane realizate din placaj. Lucrările de construcție au fost efectuate voluntar de către antreprenori și muncitori neerlandezi. Cel mai mare aerodrom a fost Baza Aeriană Deelen, la nord de Arnhem (12 clădiri construite de germani la Deelen sunt acum monumente naționale). Alături de Deelen, a fost amenajat un buncăr central de control aerian pentru Belgia și Țările de Jos, denumit Diogenes.
În termen de un an, strategia de atac a trebuit să fie modificată din cauza faptului că operațiunile ofensive au fost abandonate și înlocuite cu operațiuni defensive. Războiul aerian care a avut loc deasupra Țărilor de Jos a costat viața a aproape 20.000 de aviatori (aliați și germani) și 6.000 de avioane s-au prăbușit în țară - o medie de 3 pe zi în timpul celor cinci ani de război.
Țările de Jos au devenit prima linie a apărării aeriene dinspre vest a Germania și centrul industrial al Ruhrgebiet, fiind amplasate aici unități de artilerie antiaeriană, instalații de detectare a sunetului și mai târziu instalații radar. Primul escadron german de avioane de vânătoare nocturne și-a început operațiunile în Țările de Jos.
Aproximativ 30.000 de militari din forțele Luftwaffe au activat în Țările de Jos pe parcursul războiului.

#### Munca forțată și rezistența
Arbeitseinsatz — obligarea populației civile să presteze muncă forțată — a fost impusă în Țările de Jos. Fiecare bărbat cu vârsta cuprinsă între 18 și 45 de ani era obligat să lucreze în fabricile germane, care erau bombardate în mod regulat de către Aliații occidentali. Cei care au refuzat au fost nevoiți să se ascundă. Din cauza faptului că produsele alimentare și multe alte bunuri erau trimise către front, a fost impusă raționalizarea, cumpărarea alimentelor făcându-se cu cartele. Periodic, grupările de rezistență atacau centrele de distribuție pentru a obține cartele de rații care să fie distribuite persoanelor care se ascundeau.
Pentru succesul mișcării de rezistență, era necesar uneori ca membrii săi să simuleze colaborarea cu germanii. După război, acest lucru a condus la dificultăți pentru cei care au pretins că au făcut parte din rezistență — ceva care era dificil de demonstrat deoarece natura activității făcea uneori ca activitatea în rezistență să fie ținută secretă.

#### Zidul Atlanticului
Zidul Atlanticului, o uriașă linie defensivă de coastă construită de germani de-a lungul întregii coaste europene din sud-vestul Franței până în Danemarca și Norvegia, a inclus zona de coastă din Țările de Jos. Unele orașe, cum ar fi Scheveningen, au fost evacuate din această cauză. La Haga au fost demolate 3.200 de case și demontate 2.594 de case. 20.000 de case au fost evacuate, iar 65.000 de oameni au fost forțați să se mute. Arbeitseinsatz a inclus, de asemenea, forțarea cetățenilor neerlandezi să lucreze la aceste proiecte, dar o formă de rezistență pasivă a avut loc aici prin faptul că populația a lucrat în mod deliberat lent sau a realizat lucrări de proastă calitate.

### Holocaust

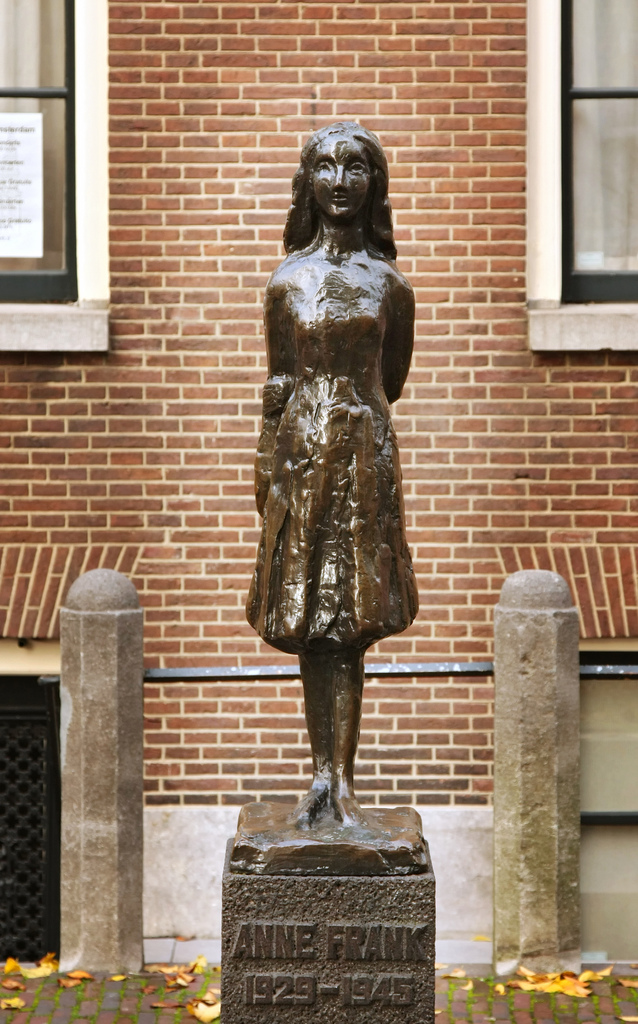
Jurnalul Annei Frank a fost tradus în mai mult de cincizeci de limbi, de la data publicării

La scurt timp după ocuparea Țărilor de Jos, regimul militar a început să-i persecute pe evrei. În 1940 nu au existat deportări și au fost luate doar puține măsuri împotriva evreilor. În februarie 1941 naziștii au deportat un mic grup de evrei neerlandezi în lagărul de concentrare Mauthausen-Gusen. Neerlandezii au reacționat prin Greva din februarie, un protest național împotriva deportărilor, unic în istoria Europei ocupate de naziști. Deși greva a fost repede înăbușită, iar liderii săi au fost executați, ea a reprezentat un eșec inițial pentru Seyss-Inquart care plănuise deportarea evreilor și câștigarea neerlandezilor pentru cauza nazistă.
Înainte de Greva din februarie, naziștii au instalat un Consiliu Evreiesc (în neerlandeză: Joodse Raad), condus de profesorul David Cohen și de Abraham Asscher. Organizațiile evreiești independente, precum Comitetul pentru Refugiați Evrei — fondat de Asscher și Cohen în 1933 — au fost dizolvate. Consiliul Evreiesc a servit în cele din urmă ca un instrument pentru organizarea, identificarea și deportarea mai eficientă a evreilor; evreii din consiliu au fost convinși că-i vor ajuta pe evrei. În mai 1942, evreilor li s-a ordonat să poarte Steaua lui David. Prin aceeași perioadă, Biserica Catolică din Țările de Jos a condamnat public acțiunea guvernului printr-o scrisoare citită în toate slujbele parohiale duminicale. Ulterior, guvernul nazist i-a tratat mai aspru pe neerlandezi: politicieni socialiști notabili au fost arestați și, mai târziu, preoții catolici, inclusiv Titus Brandsma, au fost deportați în lagărele de concentrare.
În 1942 a fost deschis Lagărul de tranzit Westerbork, creat prin transformarea taberei de refugiați administrate de Comitetul pentru Refugiați Evrei. Au fost construite lagărele de concentrare de la Vught și lagărul de concentrare Amersfoort. În cele din urmă, cu sprijinul poliției neerlandeze și a administrației civile, majoritatea evreilor neerlandezi au fost deportați în lagăre de concentrare.
Germania a fost deosebit de eficientă în deportarea și uciderea evreilor în timpul ocupației Țărilor de Jos din cel de-al Doilea Război Mondial. Din cei 140.000 de evrei care locuiau în Țările de Jos în 1941, atât evrei neerlandezi, cât și evrei refugiați surprinși aici de invazia germană din 1940, aproximativ 38.000 au supraviețuit la sfârșitul războiului, în 1945. Rata de supraviețuire de 27% este mult mai mică decât în țara vecină Belgia, în care 60% din evrei au supraviețuit. Este, de asemenea, mai mică decât în Franța, unde 75% din evrei au supraviețuit.
Istoricii au oferit mai multe ipoteze cu privire la rata mult mică de supraviețuire a evreilor din Țărilor de Jos decât în alte țări vest-europene. Au fost ocupanții germani deosebit de feroci în Țările de Jos? Țările de Jos au inclus religia în înregistrările naționale, ceea ce a redus posibilitatea evreilor de a-și ascunde originea. Cât de mult a contat cooperarea dintre autoritățile neerlandeze și poporul neerlandezi? Absența pădurilor i-a privat pe evrei de locuri în care să se ascundă? Marnix Croes și Peter Tammes au examinat aceste ipoteze, analizând variațiile de supraviețuire între diferitele regiuni ale Țărilor de Jos. Ei au concluzionat că majoritatea acestor ipoteze nu explică variația datelor și sugerează că cea mai plauzibilă explicație ar fi fost „ferocitatea” diferită, cu care germanii și colaboratorii neerlandezi i-au vânat pe evreii care se ascundeau în diferite regiuni.

### Colaborarea

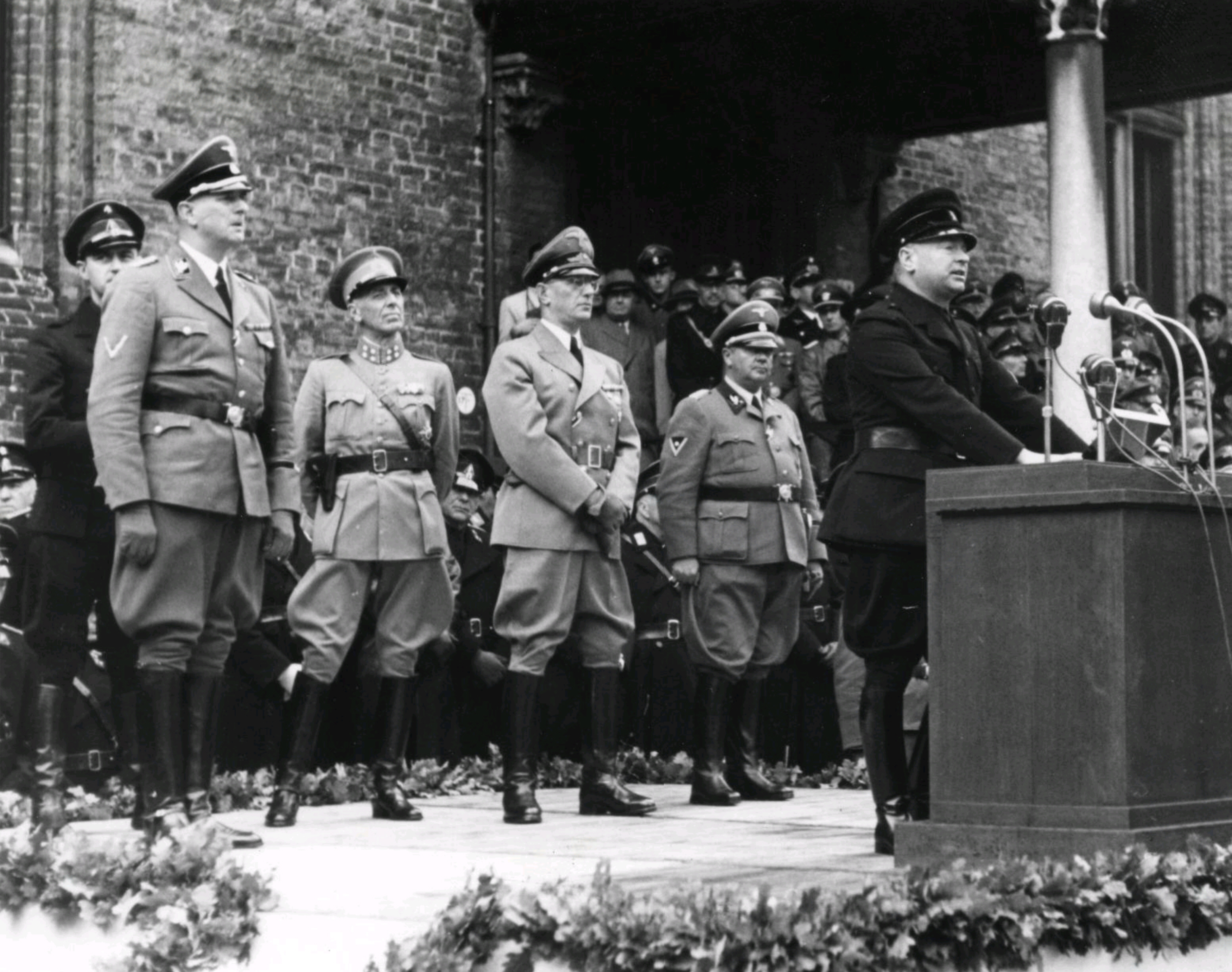
Anton Mussert, liderul NSB, vorbind la un miting organizat la Haga în 1941

Nu toți cetățenii neerlandezi au realizat o rezistență activă sau pasivă împotriva ocupației germane. Unii bărbați și femei au ales sau au fost forțați să colaboreze cu regimul german sau s-au alăturat armatei germane (ceea ce însemna, de obicei, încadrarea în Waffen-SS). Alții, printre care membrii Coloanei Henneicke, s-au implicat activ în capturarea evreilor fugari în schimbul unei recompense și predarea acestora către ocupanții germani. Se estimează că membrii Coloanei Henneicke au capturat în jur de 8.000-9.000 de evrei neerlandezi care au fost trimiși la moarte, în cele din urmă, în lagărele de exterminare germane.
Nationaal-Socialistische Beweging (NSB) a fost singurul partid politic legal din Țările de Jos începând din 1941 și s-a implicat activ în colaborarea cu ocupanții germani. În 1941, când se părea că Germania va câștiga sigur războiul, aproximativ trei la sută din populația masculină adultă era înscrisă în NSB.

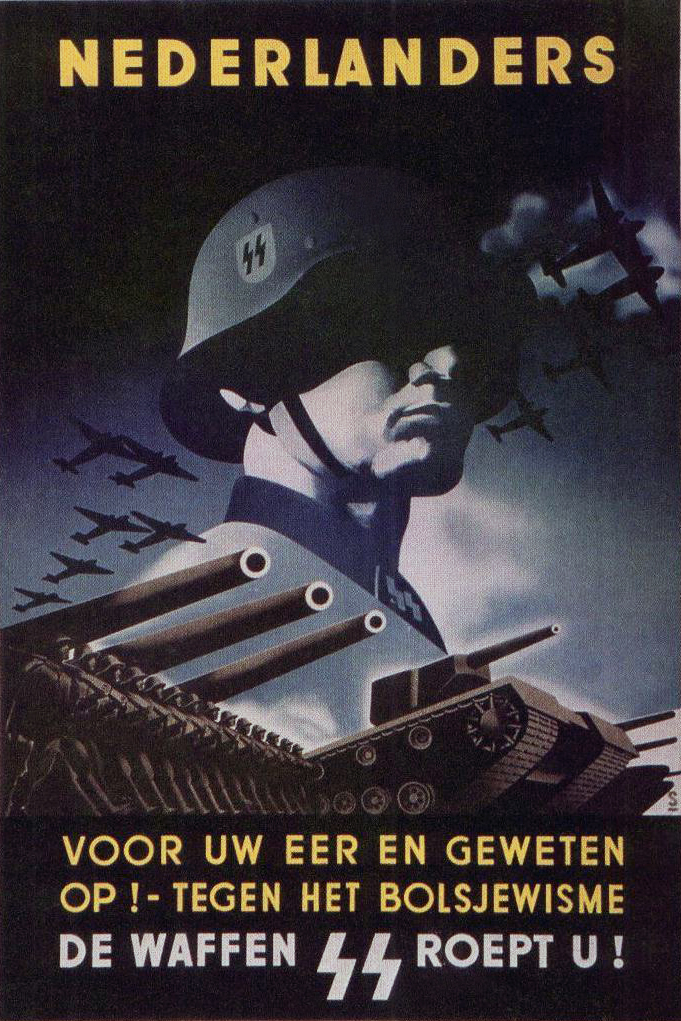
Afiș de recrutare pentru SS-ul Neerlandez

După izbucnirea celui de-al Doilea Război Mondial, NSB a simpatizat cu naziștii germani, dar cu toate acestea a pledat pentru o neutralitate strictă a Țărilor de Jos. În mai 1940, după invazia germană, 10.000 de membri și simpatizanți NSB au fost arestați de către guvernul neerlandez. Curând după înfrângerea neerlandeză, pe 14 mai 1940, ei au fost eliberați de trupele germane. În iunie 1940, liderul NSB Anton Mussert a ținut un discurs la Lunteren în care le-a cerut neerlandezilor să-i accepte pe germani și să renunțe la Monarhia Neerlandeză, ai cărei membri fugiseră la Londra.
În 1940 regimul german a scos în afara legii toate partidele socialiste și comuniste; în 1941 au fost interzise toate partidele, cu excepția NSB. NSB a colaborat deschis cu forțele de ocupație și a ajuns la aproximativ 100.000 de membri. NSB jucat un rol important în administrarea civilă a țării; fiecare nou primar numit de guvernul de ocupație germană a fost un membru al NSB.
După ce germanii au capitulat pe 6 mai 1945, NSB-ul a fost scos în afara legii. Mussert a fost arestat în ziua următoare. Mulți dintre membrii NSB au fost arestați, dar puțini au fost condamnați; Mussert a fost executat pe 7 mai 1946. Nu au existat încercări de a continua activitatea organizației în clandestinitate.
În septembrie 1940 a fost format Nederlandsche SS ca „Afdeling XI” (Departamentul XI) al NSB. El era echivalentul Allgemeine SS din Germania. În noiembrie 1942 numele său a fost schimbat în Germaansche SS in Nederland. Nederlandsche SS a fost în primul rând o formațiune politică, dar, de asemenea, a servit ca un rezervor de personal pentru Waffen-SS.
Între 20.000 și 25.000 de neerlandezi s-au oferit voluntar pentru a servi în Heer și Waffen-SS. Cele mai importante formațiuni au fost Brigada 4 de Voluntari SS Nederland care a participat exclusiv pe Frontul de Est și Brigada de Voluntari SS Landstorm Nederland care a luptat în Belgia și Țările de Jos.
Brigada Nederland a participat la luptele de pe Frontul de Est în cursul Bătăliei de la Narva, iar mai mulți soldați au obținut Crucea de Cavaler a Crucii de Fier, cea mai înaltă decorație a Germaniei Naziste pentru curaj.

### Rezistența neerlandeză

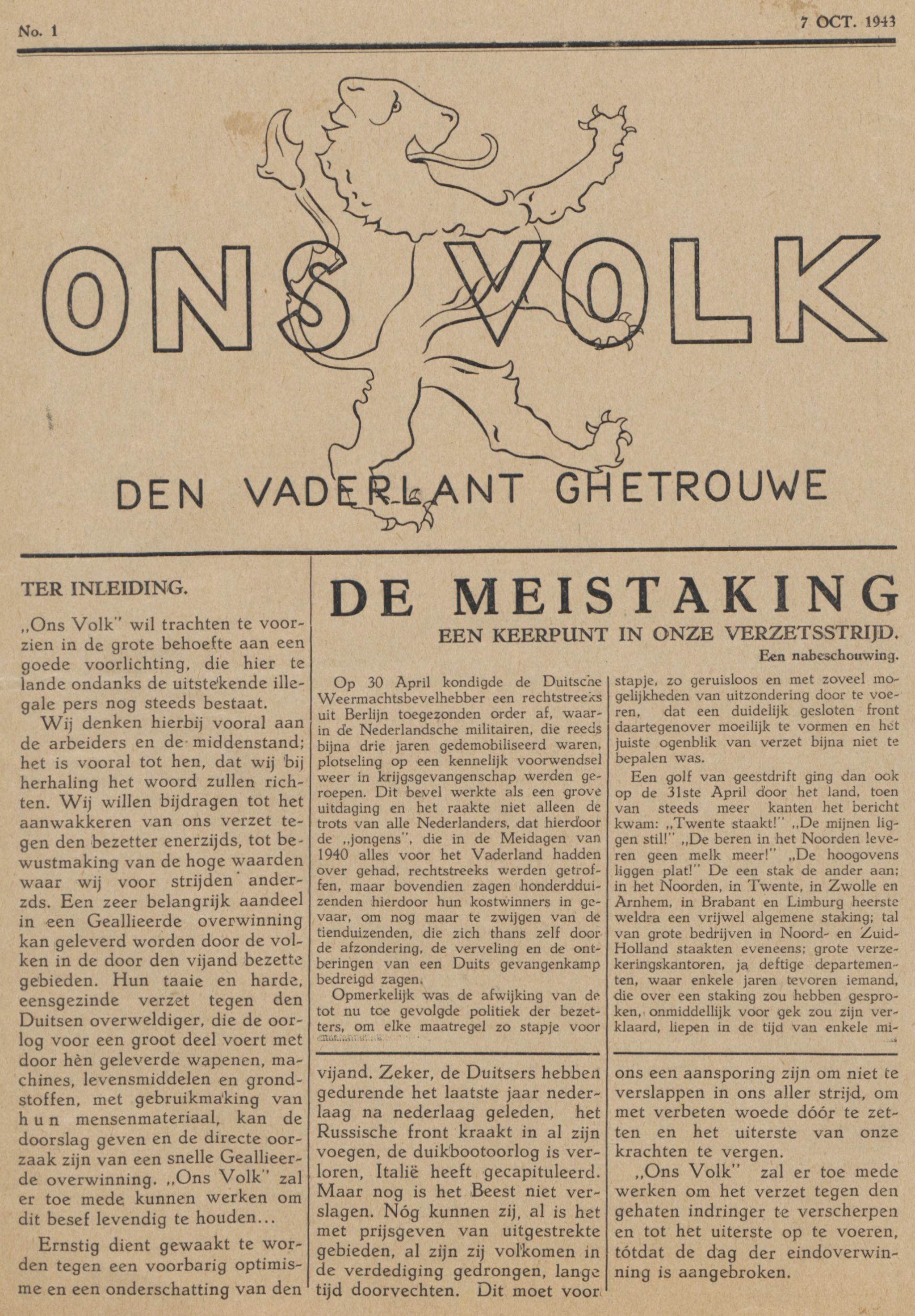
Ons Volk, un ziar clandestin neerlandez tipărit de Rezistență

Rezistența neerlandeză împotriva ocupației naziste din cel de-al Doilea Război Mondial s-a dezvoltat relativ lent, dar rețeaua sa de contraspionaj, sabotaj intern și comunicații au furnizat un sprijin important forțelor Aliate începând din 1944 și până la eliberarea țării. Descoperirea de către germani a implicării în mișcarea de rezistență însemna condamnarea imediată la moarte.
Terenul plan al țării, lipsa pustietății și populația densă făceau dificilă desfășurarea unor activități ilicite, ca și mărginirea țării de teritorii controlate de germani, neoferind nici o cale de scăpare, în afară de mare. Rezistența în Țările de Jos a luat forma unor celule descentralizate și de mici dimensiuni, angajate în activități independente. Partidul Comunist CPN a organizat o mișcare de rezistență, cu toate acestea, de la începutul războiului. Așa a procedat și cercul de rezistență liberal-democrat care avea legături prin prof. dr. Willem sau prin Wim Schermerhorn cu guvernul neerlandez în exil de la Londra, LKP („Nationale Knokploeg” sau Grupul de Rezistență Națională). Acesta a fost unul dintre cele mai mari grupuri de rezistență, având aproximativ 550 de participanți activi; el a fost vânat puternic de către serviciile secrete naziste care doreau să-l distrugă din cauza legăturilor sale cu Anglia. Alte grupuri mai mici nu aveau absolut nicio legătură unele cu altele. Aceste grupuri falsificau cartele de alimente și produceau bani falși, strângeau informații, publicau ziare clandestine, sabotau liniile telefonice și căile ferate, alcătuiau hărți și distribuiau clandestin alimente și bunuri. După 1942 Organizația Națională (LO) și Grupul de Rezistență Națională (LKP) au organizat o coordonare națională a activităților. A fost stabilit un contact cu guvernul de la Londra. După Debarcarea din Normandia organizațiile naționale existente, LKP, OD și Consiliul de Rezistență au fuzionat, formând forțele interne de rezistență sub comanda prințului Bernhard.

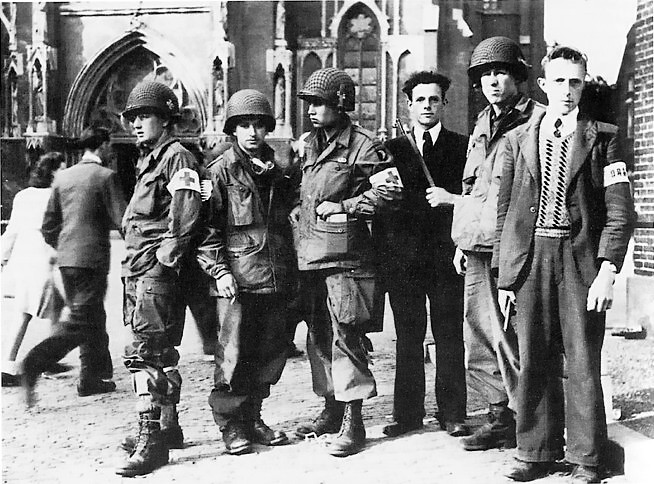
Membri ai Rezistenței Neerlandeze, identificați prin banderole de pânză, cu parașutiști americani din Divizia 101 Aeropurtată la Eindhoven, septembrie 1944

Una dintre cele mai riscante activități era ascunderea și adăpostirea refugiaților și dușmanilor regimului nazist, a familiilor de evrei precum familia Annei Frank, a agenților clandestini și altora. Împreună, aceste persoane au fost cunoscute sub numele de onderduikers (literalmente sub-scafandri). Mai târziu, în timpul războiului, acest sistem de ascundere a oamenilor a fost, de asemenea, folosit pentru a-i proteja pe aviatorii aliați doborâți. Potrivit surselor, medicii ce făceau parte din mișcarea de rezistență din Heerlen au ascuns un întreg etaj de spital de trupele germane.
În februarie 1943, o celulă a mișcării de rezistență neerlandeze a sunat la ușa generalului locotenent Hendrik Seyffardt, fost șef al Marelui Stat Major Neerlandez și actual colaboraționist, de la Haga. Seyffardt a comandat campania de recrutare a voluntarilor neerlandezi pentru Waffen-SS și pentru sprijinirea efortului de război german pe Frontul de Est. După ce a răspuns și s-a identificat, a fost împușcat de două ori și a murit în ziua următoare. Acest asasinat a unui oficial de nivel înalt a declanșat aspre represalii din partea generalului SS Hanns Albin Rauter, care a ordonat uciderea a 50 de ostatici neerlandezi și o serie de raiduri în universitățile din Țările de Jos. Pe 1 și 2 octombrie 1944, rezistența neerlandeză a atacat trupele germane în apropierea satului Putten, ceea ce i-a determinat pe ocupanții germani să efectueze crime de război. După atac, o parte din oraș a fost distrus, iar șapte oameni au fost împușcați în razia din Putten. Întreaga populație masculină din Putten a fost deportată și majoritatea bărbaților au fost obligați să presteze muncă forțată; doar 48 din cei 552 de deportați au supraviețuit lagărului. Rezistența neerlandeză a atacat mașina lui Rauter pe 6 martie 1945, fără să cunoască identitatea ocupantului acesteia, ceea ce a determinat crimele din Woeste Hoeve: 116 oameni au fost ridicați și executați pe locul ambuscadei și alți 147 de prizonieri ai Gestapo au fost executați în altă parte.

## Armata Neerlandeză în exil
Cu câteva zile înainte de capitulare, regina Wilhelmina, familia ei și guvernul neerlandez au părăsit țara și s-au refugiat în Marea Britanie. La scurt timp după victoria germană, guvernul neerlandez, condus de primul ministru Dirk Jan de Geer, a fost invitat de către germani să se întoarcă în țară și să formeze un guvern marionetă pro-german, asemănător cu guvernul de la Vichy în Franța. De Geer a vrut să accepte această invitație, dar regina nu a dorit și l-a înlocuit pe De Geer cu Pieter Gerbrandy.

## Indiile de Est Neerlandeze și războiul din Orientul Îndepărtat

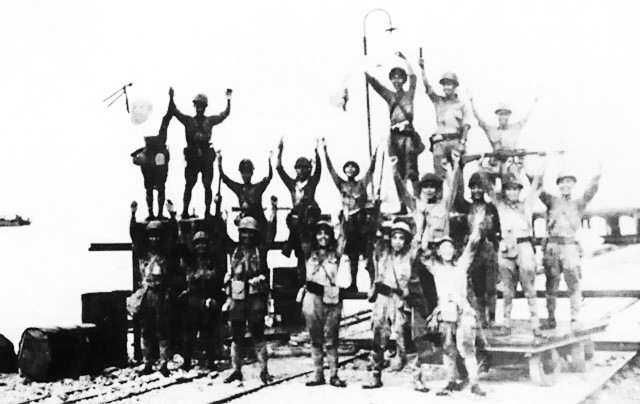
Trupe japoneze debarcate la Merak (Java) în Indiile de Est Neerlandeze, în 1942

Pe 8 decembrie 1941 Țările de Jos au declarat război Imperiului Japonez. Pe 10 ianuarie 1942 japonezii au invadat Indiile de Est Neerlandeze (acum Indonezia).
Navele militare neerlandeze și-au unit forțele cu flotele militare aliate, formând Flota Americano-Britanico-Neerlandezo-Australiană (ABDA), comandată de contraamiralul neerlandez Karel Doorman. Pe 27-28 februarie 1942 amiralul Doorman a primit ordinul de a începe ofensiva împotriva Marinei Imperiale Japoneze. Obiecțiile sale în această privință au fost respinse. Flota ABDA s-a confruntat în cele din urmă cu flota japoneză în Bătălia din Marea Java, la ordinul contramiralului Doorman. Flota aliată a suferit pierderi grele în lupta care a urmat. Crucișătoarele neerlandeze Java și De Ruyter au fost scufundate, împreună cu distrugătorul Kortenaer. Celelalte crucișătoare aliate, australianul Perth, britanicul Exeter și americanul Houston, a încercat să părăsească lupta, dar au fost observate de japonezi în următoarele zile și au fost distruse în cele din urmă. Numeroase distrugătoare ABDA au fost, de asemenea, scufundate. Potrivit legendei, ordinul de atac al amiralului Doorman a fost Ik val aan, volg mij! („Am pornit la atac, urmați-mă!”); în realitate, ordinul a fost „Toate navele să mă urmeze”.
După ce trupele japoneze au debarcat pe insula Java și KNIL nu a reușit să le oprească înaintarea (datorită abilității japonezilor de a ocupa o pistă relativ nepăzită) forțele militare neerlandeze din Java s-au predat pe 1 martie 1942. Circa 42.000 de soldați neerlandezi au fost luați prizonieri și internați în lagăre de muncă, deși unii au fost executați pe loc. Mai târziu, toți civilii neerlandezi (aproximativ 100.000 în total) au fost arestați și internați în lagăre, iar unii au fost deportați în Japonia sau trimiși la muncă la Calea ferată dintre Thailanda și Burma. În timpul ocupației japoneze, între 4 și 10 milioane de javanezi au fost forțați să lucreze pentru a sprijini efortul de război japonez. Circa 270.000 de javanezi au fost transportați în alte părți ale Asiei de Sud-Est; doar 52.000 dintre ei au supraviețuit.
Un studiu al guvernului neerlandez a descris modul în militarii japonezi au recrutat cu forța femei ca prostituate în Indiile de Est Neerlandeze. Concluzia era că dintre cele 200-300 de femei europene care lucrau în bordelurile militare japoneze, „cam șaizeci și cinci erau cu siguranță obligate să se prostitueze”. Altele, confruntate cu foametea din taberele de refugiați, au fost de acord să lucreze în schimbul primirii de alimente și bani, prestând activități a căror natură nu le-a fost inițial dezvăluită.

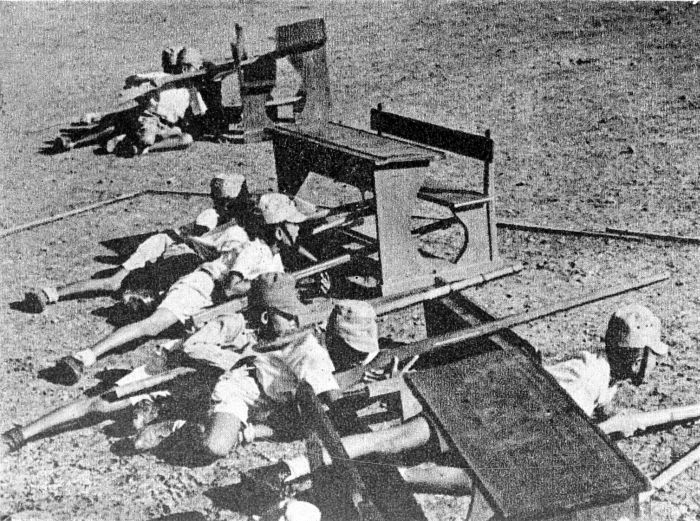
Tineri indonezieni instruiți de Armata Japoneză.

Submarinele neerlandeze au scăpat și și-a reluat ostilitățile, alături de Aliați, de la bazele din Australia, printre care Fremantle. Ca parte din forțele militare Aliate, ele au pornit în urmărirea submarinelor japoneze care se retrăgeau către bazele marine din Japonia și transportau trupe japoneze și armament către alte zone de conflict (inclusiv Noua Guinee). Datorită numărului semnificativ de submarine neerlandeze active în acest teatru de război, neerlandezii au fost numiți „Al patrulea Aliat” în războiul naval — împreună cu australienii, americanii și neo-zeelandezii.
Mulți piloți ai Armatei și Marinei Regale Neerlandeze au scăpat și, cu avioane furnizate de SUA, au format escadrilele 18 și 120 (Indiile de Est Neerlandeze) ale Forțelor Aeriene Regale Australiene, echipate cu bombardiere B-25 Mitchell și, respectiv, cu avioane de luptă P-40 Kittyhawk. Escadrila 18 a efectuat raiduri de bombardament din Australia până în Indiile de Est neerlandeze, iar ambele escadrile au participat ulterior la recapturarea teritoriilor ocupate de japonezi.
Treptat, japonezii au pierdut controlul asupra Indiilor de Est Neerlandeze. Cea mai mare invazie Aliată în acest teatru de război a avut loc în iulie 1945, odată cu debarcarea australienilor pe insula Borneo, pentru a ocupa terenurile petroliere stăpânite încă de forțele japoneze. La acel moment, japonezii începuseră deja negocierile pentru independență cu naționaliștii indonezieni precum Sukarno, iar forțele indoneziene preluaseră controlul unor teritorii considerabile din insulele Sumatra și Java. După capitularea Japoniei în 15 august 1945, naționaliștii indonezieni conduși de Sukarno au proclamat independența țării și a început un conflict militar și diplomatic între Țările de Jos și republicanii indonezieni, care a durat patru ani.
Civilii neerlandezi, care au suferit foarte mult în timpul internării lor în lagărele japoneze, s-au întors în cele din urmă acasă într-o țară care suferise la fel de mult.

## Ultimul an

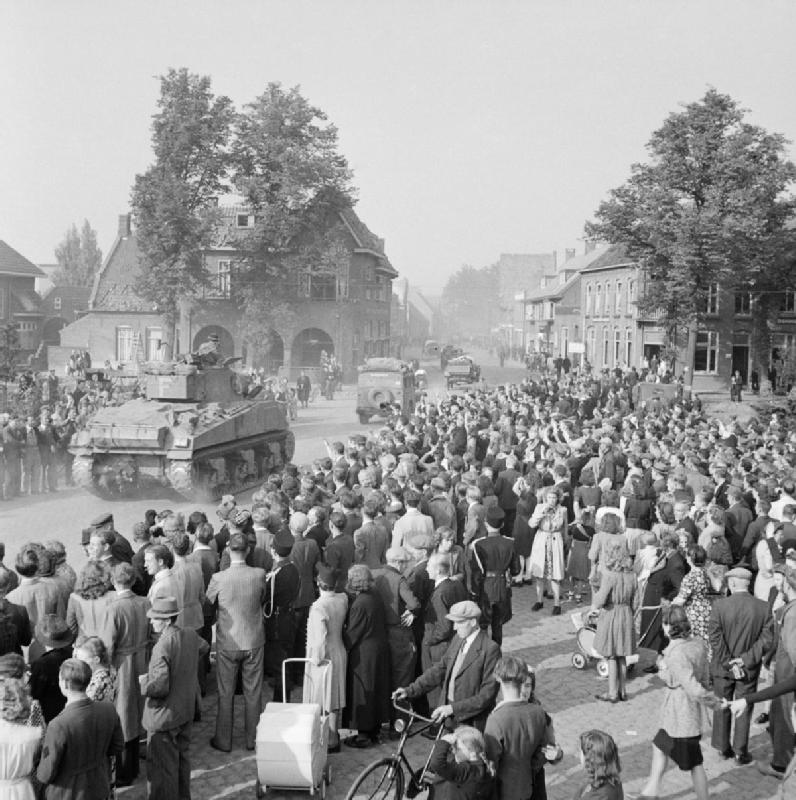
Tancurile Sherman ale Armatei Britanice au eliberat Valkenswaard în timpul Operațiunii Market Garden, septembrie 1944.

După debarcarea în Normandia în iunie 1944, Aliații au avansat rapid în direcția graniței cu Țările de Jos. Ziua de sâmbătă 5 septembrie este cunoscută sub numele de Dolle dinsdag („marțea nebună”) — neerlandezii au început să sărbătorească, crezând că erau aproape de eliberare. În septembrie, Aliații au lansat Operațiunea Market Garden, o încercare de a avansa de la granița neerlandezo-belgian de-a lungul râurilor Meuse, Waal și Rin, în partea de nord a Țărilor de Jos și Germaniei. Cu toate acestea, forțele Aliate nu au putut realiza acest obiectiv pentru că nu au putut captura podul de peste Rin în Bătălia de la Arnhem. În Operațiunea Market Garden, unele regiuni din partea de sud, inclusiv Nijmegen, Eindhoven și o mare parte din Brabantul de Nord, au fost eliberate. O mare parte din nordul Țărilor de Jos a rămas în mâinile germanilor până la trecerea Rinului la sfârșitul lui martie 1945.
Unele părți din sudul Țărilor de Jos nu au fost eliberate prin Operațiunea Market Garden, care a stabilit o legătură îngustă între Eindhoven și Nijmegen. În partea de est a Brabantului de Nord și în provincia Limburg, forțele britanice și americane implicate în Operațiunea Aintree au reușit să învingă forțele germane rămase la vest de râul Meuse între sfârșitul lunii septembrie și începutul lunii decembrie 1944, distrugând capul de pod german între mlaștinile râurilor Meuse și Peel. În timpul acestei ofensive a avut loc singura luptă de tancuri purtată vreodată pe pământul neerlandez, la Overloon.
În același timp, Aliații au avansat, de asemenea, în provincia Zeeland. La începutul lunii octombrie 1944, germanii ocupau încă Walcheren și dominau estuarul râului Scheldt și accesul către portul Anvers. Combatanții aveau de nevoie de ocuparea unui port pentru livrarea de provizii și s-au dus lupte grele în Bătălia de pe râul Scheldt, în care Armata 1 Canadiană a luptat pe ambele părți ale estuarului în cursul lunii pentru a elibera calea de navigație. Bătălii grele s-au luptat pentru eliberarea zonei fortificate Breskens, a localității Woensdrecht și a peninsulei Zuid-Beveland de forțele germane, în primul rând de unitățile „stomac” ale Wehrmacht-ului, precum și de parașutiștii germani. Unitățile germane compuse din convalescenți și inapți medical au fost numite după bolile lor; astfel, unitățile „stomac” erau format din soldați bolnavi de ulcer.

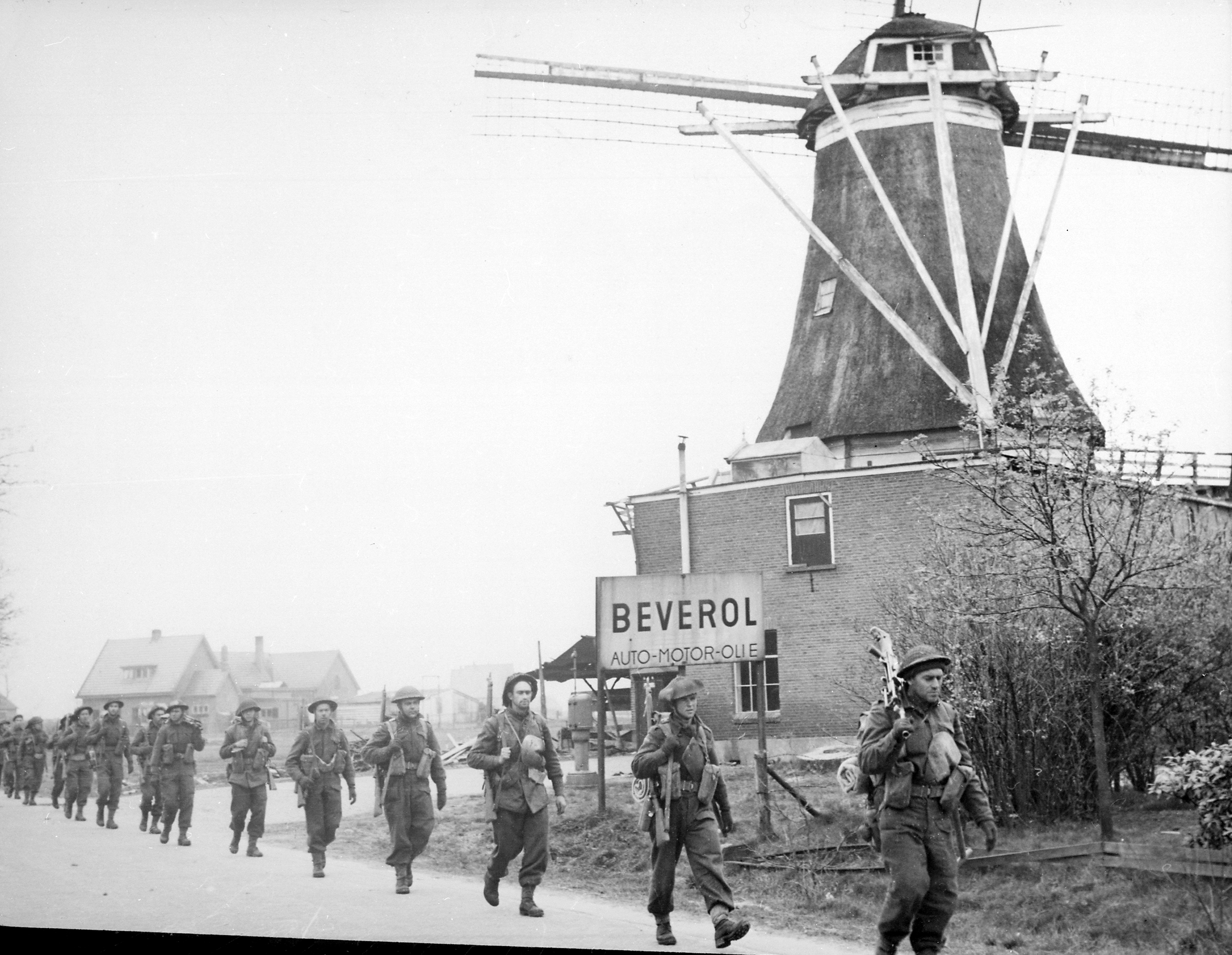
Trupe canadiene trecând pe lângă o moară de vânt din Rijssen-Holten, aprilie 1945.

Până în 31 octombrie, rezistența la sud de râul Scheldt a cedat și Divizia 2 Infanterie Canadiană, Divizia 52 (Câmpie) Britanică și Brigada 4 Servicii Speciale au atacat insula Walcheren. Puternic defensivă germană a făcut aterizarea foarte dificilă, iar Aliații au răspuns prin bombardarea digurilor insulei Walcheren la Westkapelle, Vlissingen și Veere pentru a inunda insula. Deși Aliații i-au avertizat pe cetățeni, 180 de locuitori ai localității Westkappelle au murit. Tunurile de pe coasta insulei Walcheren au fost reduse la tăcere în primele zile ale lunii noiembrie și Bătălia de pe râul Scheldt s-a încheiat; forțele germane au fost zdrobite și au lăsat în mâinile inamicului drumul de 103 km către Anvers.
După ce armatele Aliate au spart blocada din Normandia, Divizia 1 Blindată Poloneză i-a urmărit pe germani de-a lungul coastei Canalului Mânecii. Ea a eliberat, printre altele, orașele Ypres, Ghent și Passchendaele. O manevră de succes planificată și efectuată de către generalul Maczek a permis eliberarea orașului Breda fără victime civile (29 octombrie 1944).
Guvernul neerlandez nu a vrut să folosească vechea linie acvatică, atunci când germanii au invadat Țările de Jos în 1940. Era încă posibil să formeze o insulă în regiunea Țările de Jos prin distrugerea digurilor și inundarea polderelor, dar această insulă ar fi urmat să conțină principalele orașe. Guvernul neerlandez a decis atunci că erau prea mulți oameni în zona inundabilă pentru a justifica inundarea zonei. Cu toate acestea, Hitler a ordonat ca Fortăreața Olanda (în germană: Festung Holland) să fie apărată cu orice preț.

### Iarna Foametei

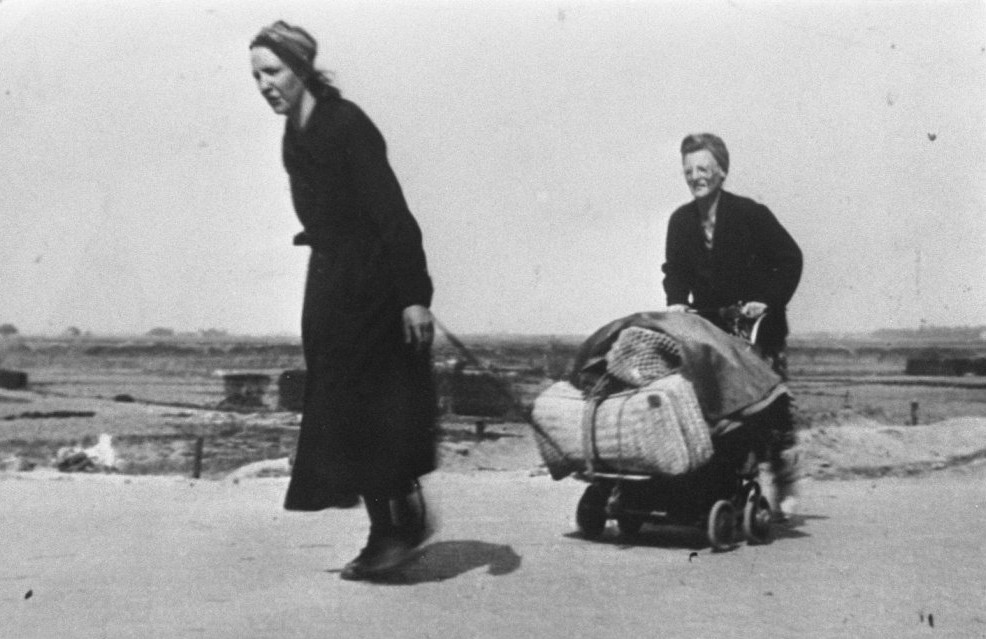
Civili neerlandezi fotografiați în timpul Iernii Foametei din 1944-1945

Iarna anului 1944-1945 a fost foarte aspră, ceea ce a determinat multe decese din cauza foametei (aproximativ 30.000 de victime), epuizării, frigului și bolilor. Această iarnă este cunoscută ca Hongerwinter (literal, „Iarna Foametei”) sau foametea neerlandeză din 1944. Ca răspuns la o grevă generală a muncitorilor feroviari, ordonată de guvernul neerlandez în exil în așteptarea unui colaps general german la sfârșitul anului 1944, germanii au stopat toate transporturile de produse alimentare și combustibil către provinciile vestice, în care trăiau 4,5 milioane de oameni. Malnutriția severă a fost generală și 18.000 de oameni au murit de foame. Situația s-a ameliorata abia la începutul lunii mai 1945.

### Eliberarea
După trecerea Rinului la Wesel și Rees, forțele militare canadiene au intrat în Țările de Jos dinspre sud-est, eliberând provinciile de est și de nord. Provinciile vestice, în care situația era mai grea, cu toate acestea, au trebuit să aștepte până ce capitularea forțelor germane din Țările de Jos a fost negociată în ajunul zilei de 5 mai 1945 (cu trei zile înainte de capitularea generală a Germaniei), în Hotel de Wereld din Wageningen. Anterior Crucea Roșie Suedeză a primit permisiunea de a oferi ajutoare și forțelor Aliate li s-a permis să parașuteze alimente deasupra teritoriilor ocupate de germani în Operațiunea Manna.
Pe insula Texel, aproape 800 de militari din Legiunea Georgiană, servind în armata germană ca Osttruppen, s-au răsculat pe 5 aprilie 1945. Rebeliunea lor a fost zdrobită de armata germană, după două săptămâni de luptă. 565 de georgieni, 120 de locuitori ai insulei Texel și 800 de germani au murit. 228 de supraviețuitori georgieni au fost repatriați cu forța în Uniunea Sovietică, atunci când războiul s-a încheiat.
După ce au fost eliberați, cetățenii neerlandezi au început să ia legea în propriile mâini, așa cum s-a procedat și în alte țări eliberate precum Franța. Colaboraționiștii și femeile neerlandeze care au avut relații cu bărbați din trupele germane de ocupație, numite „Moffenmeiden”, au fost abuzați și umiliți în public prin tăierea părului și vopsirea capului în portocaliu.

### Victime
Până la sfârșitul războiului, 205.901 de cetățeni neerlandezi au murit din cauze ce aveau legătură cu războiul. Țările de Jos au avut cea mai mare rată de deces pe cap de locuitor din toate țările ocupate de naziști în Europa de Vest (2,36%). Peste jumătate (107.000 de persoane) au fost victime ale Holocaustului, evrei deportați și uciși. Au fost uciși mai multe mii de evrei de alte origini, care se refugiaseră anterior în Țările de Jos în căutarea siguranței. Alți 30.000 au murit în Indiile de Est Neerlandeze, în lupta cu japonezii sau în lagăre japoneze de prizonieri de război. Civili neerlandez au fost deținuți, de asemenea, în aceste lagăre.

## După război

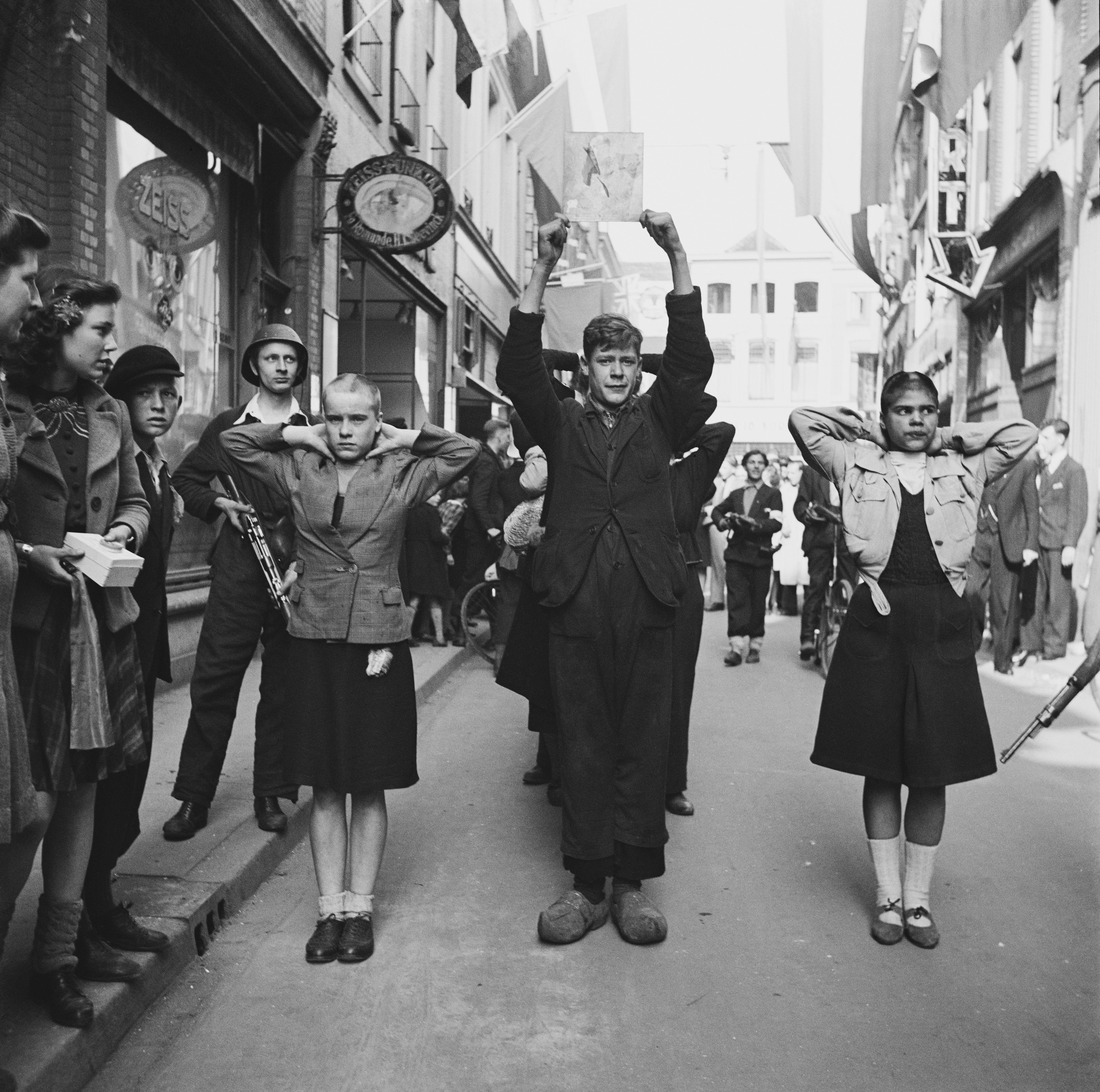
Colaboratori și moffenmeiden umiliți în public de către membrii rezistenței după Eliberare

După război, unele persoane acuzate de colaborare cu germanii au fost linșați sau pedepsiți fără judecată. Oameni care au luptat alături de germani în Wehrmacht sau Waffen-SS au fost folosiți în activitățile de deminare și au căzut victime în consecință. Alții au fost condamnați de instanțele de judecată pentru trădare. Unii au fost dovediți ca fiind arestați pe nedrept și au fost exonerați de acuzații, uneori după ce au fost ținuți în arest pentru o perioadă lungă de timp.
Guvernul neerlandez a elaborat inițial planuri pentru anexarea unei porțiuni considerabile din Germania (Planul Bakker-Schut), cu sau fără populația germană — care, în acest din urmă caz, trebuia să fie „neerlandizată” — care ar fi dublat suprafața Țărilor de Jos. Acest plan a fost abandonat după refuzul Aliaților (deși două sate mici au fost anexate de Țările de Jos în anul 1949 și returnate în 1963). Un plan implementat cu succes a fost Laleaua Neagră, deportarea tuturor deținătorilor de pașapoarte germane din Țărilor de Jos, ceea ce a dus la mai multe mii de deportări.
Conturile bancare ale evreilor neerlandezi care au fost uciși sunt încă obiectul unor proceduri judiciare, la mai mult de 70 de ani după sfârșitul războiului.
Sfârșitul războiului a însemnat, de asemenea, pierderea Indiilor Neerlandeze de Est. După capitularea japonezilor din Indiile Neerlandeze de Est, naționaliștii indonezieni au luptat timp de patru ani pentru independență împotriva forțelor neerlandeze și ale Commonwealth-ului Britanic, reușind să determine Țările de Jos, în cele din urmă, să recunoască independența Indoneziei. Mulți neerlandezi și indonezieni au emigrat sau au revenit în Țările de Jos, la acest moment, iar prezența lor s-a simțit în influențarea culturii și gastronomiei neerlandeze.
Al Doilea Război Mondial a avut multe efecte de durată asupra societății neerlandeze. Pe 4 mai, neerlandezii îi comemorează pe cei care au murit în timpul războiului. Printre cei vii, mai sunt încă mulți care poartă cicatricile emoționale ale războiului, la prima și la a doua generație. În anul 2000, guvernul continua să acorde unui număr de 24.000 de persoane o plată compensatorie anuală (deși printre acestea se află și victime ale războaielor ulterioare, precum Războiul din Coreea).